# Футани
Фута̀ни (на италиански: Futani) е село и община в Южна Италия, провинция Салерно, регион Кампания. Разположено е на 431 m надморска височина. Населението на общината е 1296 души (към 2010 г.).